# Detroit
Detroit (pronunțat aproximativ 'Dee-troit) este cel mai mare oraș din statul american Michigan, situat lângă granița cu Canada, în regiunea central-vestică a Statelor Unite ale Americii. Întemeiat în 1701 de vânătorii de blănuri francezi, este astăzi un port important pe râul Detroit. Este renumit pretutindeni ca centrul tradițional al industriei de automobile și ca loc de importanță istorică în dezvoltarea muzicii pop și disco, fapte reflectate și în două dintre cele mai cunoscute porecle ale orașului, "Motor City" și "Motown". Detroit a fost de asemenea cunoscut ca "Paris of the West" („Parisul vestului”). Numele orașului provine de la râul Detroit (franceză Rivière du Détroit, în traducere „râul strâmtorii”). Numele face aluzie la legătura făcută de acesta între lacurile Saint Clair și Erie.
În conformitate cu Recensământul american din 2020, Detroit s-a clasat al 27-lea între orașele Uniunii ca populație, având 639.111 de locuitori. De remarcat că acest număr reprezintă mai puțin de jumătate din numărul maxim de locuitori din 1950, anul dezvoltării maxime a industriei de automobile din oraș. Detroit este astăzi între orașele americane cu cea mai rapidă scădere a populație, având peste 1.800.000 locuitori în anul 1950, ci 950.000 în 2000.Iar zona metropolitană Detroit, (cunoscut ca Metro Detroit), are o populație arondată de 4.400.000 locuitori, a paisprezecea ca mărime din SUA.
Apogeul orașului Detroit a fost prin mijlocul secolului XX, când industria automobilelor era cel mai dezvoltată în oraș. În 2013, municipalitatea Detroit a intentat acțiune juridică de faliment municipal.

## Istorie
Detroit a fost întemeiat în 1701 de Antoine Laumet de La Mothe, sieur de Cadillac. La început, așezarea de dimensiuni reduse avea drept scop facilitarea comerțului între francezi și indienii din tribul Chippewa, din regiunea Ontario. În primul secol de existență, metropola de astăzi s-a dezvoltat surprinzător de lent. După incendiul care a distrus aproape complet așezarea, puterile locale s-au folosit de ocazie pentru a reconstrui orașul din temelii.
Infrastructura modernă pentru acele timpuri și portul foarte activ au făcut ca multe manufacturi și centre comerciale să își stabilească sediul în Detroit, care a căpătat porecla de "poarta către nord-vest".

## Demografie
Populația orașului Detroit a crescut cu peste 600% în prima jumătate a secolului XX, în mare parte datorită unui aflux de imigranți din Europa de Est și de Sud, care au venit să lucreze în industria de automobile, aflată în plină expansiune. Conform recensământului din anul 2000, existau în oraș 951.270 locuitori, 336.428 gospodării și 218.341 familii. Densitatea populației era de 2.646,7 locuitor/km². Erau 375.096 clădiri de locuit cu o densitate medie de 1.043,6 persoane/km². În 2005, populația orașului Detroit scăzuse la 886.675 locuitori, reprezentând o scădere de 6.8% față de cea înregistrată de recensământul din anul 2000.

## Economie
În Detroit se află cele mai mari concerne ale industriei automobilelor din lume : "Ford", "Chrysler", "General Motors", care au determinat și dezvoltarea altor ramuri industriale (siderurgie, chimie, construcții de mașini unelte).
În nici o altă metropolă din lume industria de autoturisme nu are o influență la fel de mare asupra vieții locuitorilor săi ca în Detroit: aici, șoselele au fost marcate pentru prima dată cu vopsea albă, aici au apărut primele semafoare și tot aici a fost săpat primul tunel subacvatic destinat mașinilor. Acest pionierat s-a datorat industriei care a transformat orașul în capitala mondială a producției de automobile încă de acum o sută de ani. În Detroit își au sediul doi giganți industriali de importanță globală: General Motors (care cuprinde, printre altele, și firma germană Opel) și Ford. A treia putere în acest sector industrial este Chrysler.
Industria autoturismelor îi este profund îndatorată lui Henry Ford, care în 1903, a înființat în Detroit prima sa firmă. De la început, fabrica sa a repurtat succese deosebite pe piață. Până în 1927, au fost produse 15 milioane de autoturisme din modelul Ford T.

Henry Ford a fost un inventator neobosit: în fabrica lui a fost folosită pentru prima dată o linie de asamblare. Grație descoperirilor sale, revoluția industrială a putut fi grăbită, iar muncitorii fabricii Ford aveau cele mai mari salarii din Statele Unite datorită talentului și inteligenței șefului. Din 1914, ei au beneficiat și de zi de lucru de opt ore. Numărul tot mai mare de muncitori angajați de fabricile de autoturisme a asigurat orașului resurse financiare uriașe provenite din taxe, datorită cărora Detroit s-a putut dezvolta rapid în prima jumătate a secolului XX. Hery Ford a mai înființat și o fundație care sprijină financiar construcția de obiective de interes public, mai ales spitale, școli și universități.

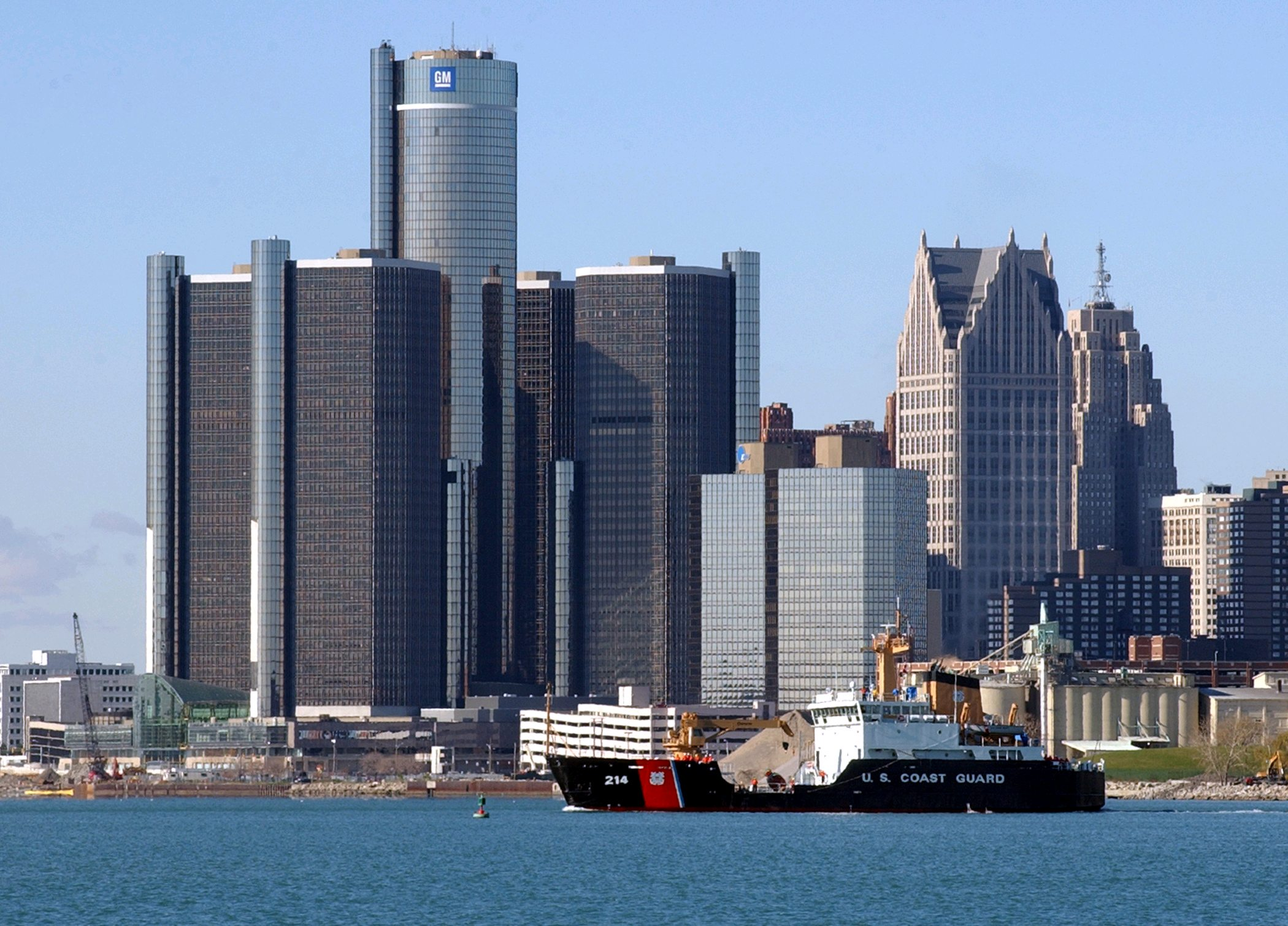
În complexul Renaissance Center se află, şi sediul central al concernului General Motors
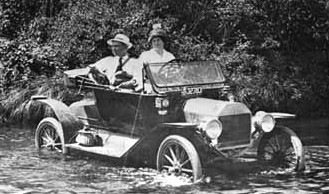
Model Ford T 1913

## Personalități marcante
- Clyde Cowan (1919 - 1974), fizician;
- Isadore Singer (1924 - 2021), matematician;
- H. M. Wynant (n. 1927), actor;
- Tom Skerritt (n. 1933), actor;
- Francis Ford Coppola (n. 1939), regizor;
- Geoffrey A. Landis (n. 1955), om de știință;
- Steve Ballmer (n. 1956), om de afaceri;
- Rob Paulsen (n. 1956), actor;
- Joseph LoDuca (n. 1958), compozitor;
- Bob Murawski (n. 1964), editor de film;
- Sherilyn Fenn (n. 1965), actriță;
- Nathan Wolfe (n. 1970), biolog;
- Eminem (n. 1972), cel mai bun rapper internațional, care a filmat câteva videoclipuri în orașul natal;
- Giordan Watson (n. 1985), baschetbalist;
- Dion Marquise Hayes⁠(d) (cunoscut ca 42 Dugg, n. 1995), rapper.